# Anegada
Anegada to najdalej na północ wysunięta wyspa Brytyjskich Wysp Dziewiczych, położona ok. 15 km na północ od Virgin Gordy. W przeciwieństwie do pozostałych wysp tej brytyjskiej kolonii na Morzu Karaibskim, Anegada jest płaska, jej najwyższe wzniesienie osiąga 8 m n.p.m.
Wyspa zbudowana jest z koralowców i wapieni, jej powierzchnia wynosi 36 km² (18 km długości i do 5 km szerokości). Zamieszkuje ją 200 stałych mieszkańców, w większości w głównej miejscowości wyspy: The Settlement (po polsku: Osada).
Głównym źródłem dochodu mieszkańców jest turystyka. Wyspa jest rzadko zaludniona, co daje możliwość odizolowania się, lecz jest atrakcyjna także dla zwolenników aktywnych form wypoczynku: nurkowania i wędkarstwa.
Anegadę otacza trzecia co do wielkości na świecie i największa na Karaibach rafa koralowa Horseshoe, długości 18 km. W znacznym stopniu utrudnia ona nawigację w rejonie wyspy i dostęp do niej. Rozbiło się na niej kilkaset statków i okrętów, w tym HMS Astrea czy Donna Paula. Ich wraki stanowią obecnie jedną z atrakcji dla nurków.
Wyspa znana jest także z kilometrów białych plaż oraz unikatowej fauny. W latach 30. XIX wieku w tamtejszych stawach żyły tysiące flamingów, zostały  one jednak wybite przez kłusowników poszukujących jedzenia i piór na przełomie XIX i XX wieku i zniknęły w latach 50. XX wieku. Obecnie podejmuje się próby ponownego wprowadzenia ich na te tereny. Ptaki te są atrakcją dla turystów, ale władze starają się ograniczyć liczbę gości wkraczających na tereny przez nie zamieszkiwane, aby ich populacja nie zmalała.
Na wyspę można dostać się samolotem (posiada niewielkie lotnisko Auguste George Airport), promem (kursuje 3 razy w tygodniu z Virgin Gorda), lub wynajętą prywatną łodzią.